# 소녀왕국 표류기
소녀왕국표류기(일본어: ながされて藍蘭島)는 후지시로 타케시(藤代健)가 지은 러브 코미디 만화 및 그것을 원작으로 한 TV 애니메이션 등의 미디어믹스 작품이다.

## 개요
스퀘어 에닉스의 잡지 『월간소년강강』 2002년 1월호에 중편으로 게재. 6월호부터 연재화되었다. 또한 증간인 계간지『강강파워드』에서도 가을호부터 외전으로 본작과는 번외편이 되는 단편도 연재되었다. 작중에서의 시간경과는 초기를 빼고는 명기되어있지 않았지만 연재개시부터 약 4년 후인 50화에서 주인공이 섬에 표착한 지 3개월밖에 지나지 않았다는 것이 나온다.

## 줄거리
아버지와 싸움을 하곤 화가 나서 가출한 소년·토호인 이쿠토(14)는 여객선에서 떨어져 태풍에 휘말리고 큰파도에 삼켜지는 고생 끝에 어떤 섬에 표착하게 된다. 이 섬의 이름은「아이란도」. 섬밖으로 탈출할 수도 없는데다가 여자들만 있다. 개성넘치는 여자들과 이쿠토와의 사건,사고,사랑 등을 담고 있다..

## 등장인물
- 인물들에 대한 소개는 원본과 애니, 그리고 인터넷에 떠도는 이야기들을 모아 집필됨.

### 서쪽 마을의 주민들
서쪽 마을이라고는 하나 사실상 아이란도에서 인간들이 사는 곳은 섬 서쪽의 평원 지대 뿐이기에, 결국 섬에 사는 인간은 전원 서쪽 마을 주민이다(몇몇 일부는 마을에서 좀 떨어져 살기는 하지만, 그래도 어쨌든 서쪽 영역이란 건 차이가 없음).
과거 배가 난파되어 섬에 떠밀려 온 이후로 결국 탈출을 포기하고 마을을 만들어 눌러 살게 된 그 당시의 사람들과 그 후손들로, 그 당시부터 살아온 사람을 제외하고는 대부분 섬 바깥에 대해 아는 바가 거의 없이 자급자족의 생활을 해오고 있다. 예외라면 최근에 섬에 들어오게 된 몇몇 정도.
또한 섬에 사는 동물들 일부가 사람들하고 같이 살고 있다.
원래는 당연하게도 남녀가 함께 어울려 사는 평범한 마을이었으나, 대략 10여 년쯤 전부터 어째서인지 마을에 남자아이들이 태어나는 일이 점차 드물어져 가는 현상이 일어났고, 그러던 중 엎친 데 덮친 격으로 어느 날 폭풍우와 함께 100년에 1번 올까 말까한 거대한 해일이 섬 전체를 덮쳐, 섬 자체는 용신의 무녀 역할을 하고 있던 야시로와 그녀의 식신들의 힘, 거기에 섬에 살던 요괴들의 도움으로 간신히 무사했지만 하필 타이밍 안 좋게도 그 때 섬 안의 모든 남자들이 바다에 나가 '남자들만의 낚시 대회'라는 행사를 벌이고 있었던 탓에 결국 섬 내의 모든 남자들이 해일에 떠밀려 섬 바깥으로 쓸려가 버리는 사건이 터졌다. 그 이후 아이란도는 오로지 여자들만이 존재하는 섬으로 남게 되었고, 결과적으로 현 시점에서 섬에 있는 남자는 (동물 남성들을 제외하면)이쿠토 한 명 뿐인 상황.
토호인 이쿠토(東方院 行人)
성우 : 시모노 히로 / 강수진
집을 나와 가출했다가 탔던 배가 폭풍에 휩쓸려서 아이란도에 표류해 들어온 소년. 나이 14세. 섬 유일의 남자로서, 남자에 대해 전혀 모르고 살던 섬의 여자들에게 신랑으로 노려지고 있는 생활을 하고 있는 중이다. 섬에 막 들어온 직후 섬 유일의 남자를 누가 차지할 것인가를 놓고 벌어진 신랑 쟁탈 술래잡기가 개최, 결국 대회에서 승리한 스즈의 집에 머물게 되었다.
집에서 검도를 배웠으며, 그 검도 실력은 아이란도에서도 유용하게 사용되고 있다. 검도 수준은 나름 상당한 듯, 나중에는 섬에서 검도에 관심을 갖고 있는 닌자인 시노부를 제자로 두고 검도를 가르쳐주기도 한다. 그리고 그와 함께 자기 자신의 수련을 위해서 매일 서쪽주인과의 대련을 통해 검도 실력을 키우고 있지만, 고소공포증탓에 높은곳만큼은 쥐약이다.
기본적으로 정의로운 성격이며, 언제나 잘못된 거라면 어떻게든 고쳐서라도 옳게 해결하려 하는 정의로운 성격. 그와 더불어 '너는 절대 안 돼'라는 말을 매우 싫어해서, 누가 자신에게 그 소릴 하는 걸 들으면 오히려 열이 받아서 어떻게든 반드시 해내고야 마는 고집센 성격이기도 하다. 그 고집센 성격은 자신의 신념에 대해서도 절대 바뀌지 않아, '남자는 여자를 지켜줘야 한다'라는 신념을 갖고 어떤 상황에서든 언제나 주위 여성을 지켜주고 있다. 덕분에 마을에서 그에게 반하는 여자아이들은 늘어만 가는 중.
또한 여성의 색기에는 좀 약해서, 여성이 옷을 벗은 모습 등의 선정적인 장면을 보기라도 하면 바로 코피를 내뿜어, 나중엔 그 코피 뿜기가 이쿠토의 특기 중 하나로 인식될 정도. 남자와 여자간의 부끄러움이란 게 거의 없는 아이란도의 여성진 때문에 언제나 문자그대로 대출혈의 나날을 보내고 있다.
추리와 UMA에 관한 관심이 많은 한편, 귀신이나 술법등의 오컬트에 대해서는 절대부정 주의자. 이것은 그의 할아버지와 여동생 미사키의 정체를 감추기위해 지인인 술법사에게 암시를 부탁한 탓의 일이 원인이 되었다.
스즈(すず)
성우 : 호리에 유이 / 정미숙
섬에 표류해 온 이쿠토를 처음으로 발견한 여자아이. 나이 13세. 바닷가에서 발견한 이쿠토를 구해내어 간호해 주었고, 그 후 이쿠토를 건 신랑 쟁탈 술래잡기에서 마을 여자아이들에게 쫓기는 이쿠토를 이래저래 도와주다가 엉겹결에 대회에서 우승해 이쿠토를 차지할 권리를 얻지만, 당시엔 아직 이쿠토에 대해 별다른 마음이 없었기에 권리를 반납하고 나중에 이쿠토에게 진짜로 좋아하는 사람이 생기게 되면 그 때 선택하라고 함. 그래서 마을 여성진들의 의견으로 '남자에 대해 별 마음이 없는 스즈라면 괜찮겠다'라는 것으로 이쿠토는 스즈의 집에 머무르게 되었다. 하지만 그 후로 이쿠토와 계속 함께 살면서, 가끔 그가 다른 여자와 너무 연관이 생길 때마다 질투를 하기도 하는 등, 조금씩 이쿠토에 대한 심경이 바뀌어가고 있는 중.
기본적으로 신체 능력이 매우 우수하며, 완력이나 순발력 또한 상당하다. 거기에 어릴 때부터 스승님인 남쪽 숲의 주인에게 무술을 배워왔기에 그 신체 능력은 더욱 더 높아진 상태.
과거엔 당연히 가족이 있었으나, 어머니는 3년 전에 어째서인지 행방불명이 되었고, 그 후로는 내내 친구이자 애완동물인 돼지 돈카츠와 함께 단둘이 살다가 이쿠토가 오게 되면서 가족이 생기게 되었다. 덕분에 가족이 함께 있다는 것의 기쁨을 크게 느끼고 있는 생활을 하고 있다.
좋아하는 것은 단 음식으로, 단 음식 관련이 되면 눈이 돌아갈 정도로 단것을 매우 좋아한다. 특히나 좋아하는 것은 아야네의 어머니가 만든 콩찹쌀떡. 반대로 매운 음식은 꽤나 싫어한다. 또한 활발한 성격에 맞게 몸을 움직이는 건 좋아하지만 반대로 공부하는 것은 매우 싫어하여, 심지어 산수 계산같은 것도 손가락 발가락 수를 넘어가면 머리에 과부하가 걸릴 정도로 공부엔 매우 약한 편. 그 때문에 섬의 학교 수업도 매번 빠지기 일쑤다.
천성적으로 활발하고 밝은 성격이지만, 한편으로는 의외로 외로움을 많이 타는 면도 있으며 비가 오는 날에는 특히 외로움이 커져, 그 때문에 다른 아이들도 그럴 때에는 일부러 집에 놀러와주는 등 신경을 써주기도 한다. 하지만 이쿠토가 섬에 와서 같이 살게 됨으로써 지금은 그 외로움도 그다지 많지 않다.
이쿠토를 부르는 호칭은 '이쿠토'.
마치(まち)
성우 : 타카하시 미카코 / 조현정
집이 신사인 무녀 아가씨로, 아야네의 언니. 18살의 나이인데도 불구하고 아야네보다 키가 더 작고 동안. 겉보기엔 완전히 언니가 아니라 아야네 동생으로밖에 안 보인다. 집안의 무녀로서의 계승의 상징인 붉은색 무녀복을 입고 다닌다.
아야네보다 더 극단적으로 자기중심적에 꽤나 음험한 성격이며, 그와 동시에 상당히 어린애같은 성격에 심각한 먹보이고 장난꾸러기이기도 하다. 배가 고프면 아무것도 못 하는 타입이라 언제나 주변에서 적당히 음식을 찾아다 먹는 버릇이 있어서 아야네가 그녀에게 음식을 강탈당한 것도 한두 번이 아닌 듯. 거기다 일부러 남에게 장난을 치거나 괴롭혀 주는 취미도 있어서 아야네 말고도 섬 아이들은 그녀를 꽤나 두려워하고 있다. 특히 아야네에게는 그 수준이 다른 사람보다도 더 심해, 아야네에게 있어 마치는 보복하고 싶은 웬수이자 가장 무서워하는 대상이기도 하다.(실제로는 동생을 꽤나 사랑하고 있기는 하지만, 그걸 표현하는 방법이 '괴롭힘'이라는 쪽으로 상당히 비뚤어져 있음)
체구는 상당히 작지만 체술의 달인이기에 마을 아이들 중에 그녀와 정면으로 싸워 이길 수 있을 정도의 상대는 거의 없으며, 거기에 더해 마치는 지푸라기 인형을 써서 타인에게 고통을 주는 저주의 술법이나 부적으로 소환하는 식신들을 부리는 술법도 갖고 있기 때문에 더더욱 공포의 대상이다.
특이하게도 빗자루를 수집하는 취미가 있어서, 그녀의 방에는 수집한 빗자루들이 잔뜩 진열되어 있다. 그리고 언제나 수집한 빗자루들 중 하나를 등에 메고 다니는 습관이 있다. 메고 다니는 빗자루는 가끔 바꿔가며 갖고 다니는 듯하지만, 빗자루 수집과는 관계없이 빗자루로 신사 청소하는 일은 매우 싫어한다. 또한 성격이 급하고 게으름 피우는 버릇이 있어 일하는 걸 싫어하지만 자신이 관심이 있는 것에 대해서만은 노력을 아끼지 않아(저주나 식신 등의 술법도 관심이 있어서 열심히 익혔다. 다만 세세한 이론은 그냥 다 뛰어넘었지만) 그런 분야에서는 상당한 재능을 보여주기도 한다.
유일하게 걱정하고 있는 부분은 자신의 나이로, 메이지 시대 풍습이 남아있는 아이란도에선 그녀의 나이인 18세는 '노처녀'라는 이미지가 있어, 자신의 혼기가 위태위태한 것만큼은 상당히 신경을 쓰고 있다. 그래서 때마침 섬에 들어온 남자 이쿠토를 노리고 과감하게 작업을 거는 일도 서슴지 않는 당당한 모습을 보인다.
이쿠토를 부르는 호칭은 '이쿠토 님'.
아야네(あやね)
성우 : 치바 사에코 / 김지영
집이 신사인 무녀 아가씨로, 가족은 어머니와 언니인 마치가 있다. 나이 16세. 파란색 무녀복을 입고 다니며, 친구이자 애완동물로 커다란 타조인 몬지로를 키우고 있다. 다만 언니에 비하면 무녀로서의 재능은 한참 떨어지는 듯 하여 술법이라든가 하는 것에 그리 능하지는 않다.
기본적으로 성격이 조금 자기중심적에 잔머리를 잘 굴리지만 때에 따라서는 그냥 무턱대고 밀어붙이는 타입이라, 언제나 뭔가 음모 등을 꾸미거나 하는 식으로 술수를 부리다가도 꼭 결국에는 그 저돌적인 성격 탓에 자기가 피해를 보는 결말을 낳는 경우가 많다. 더욱이 기본적으로 불행 체질인 듯한 데다가 거기에 언니인 마치의 단련(?)에 의해 매번 저주를 받는 일상의 반복을 경험하여, 그 결과 불행을 부르는 저주 등에는 거의 완벽한 내성을 갖고 있다. 여러 모로 재능이 다방면하게 있는 편이나, 동시에 그 재능은 꼭 아무 짝에도 쓸모 없거나 혹은 쓸데없는 곳에만 사용하게 되는 편으로, '다재무능하다'라는 말이 딱 어울린다고 할 수 있다.
무서운 게 없는 듯한 당당한 성격이지만, 유일한 공포의 대상인 언니 마치에게만은 전혀 기도 못 편다. 그녀의 존재는 아야네에게 약점이자 두려움의 존재 그 자체. 가끔 잔머리를 굴려서 언니에게 반격할 기회를 노리거나 할 때도 있지만, 결말은 매번 그녀의 처참한 몰골로 끝난다. 아야네가 좋아하는 음식은 매운 음식으로, 그 이유도 단지 마치가 매운 음식만은 안 좋아해서 뺏어먹질 않기 때문에 언니에게 안전할 수 있는 유일한 음식이기 때문이라고.
스즈와는 친구이자 앙숙, 라이벌인 사이지만 정확히는 아야네 쪽에서 일방적으로 스즈를 그렇게 여기는 것 뿐으로, 어릴 때부터 무슨 대회나 시합 등으로 서로 붙을 때마다 매번 스즈에게 패배해 왔다는 이유로 언제나 스즈에게 이기는 것만을 생각하게 되었다. 하지만 그렇다고 해서 완전히 미워하는 관계는 아니고, 약간 심술맞게 굴기는 해도 역시 기본적으로는 착한 아이라서 친하게 지낼 때도 있다.
섬에 흘러들어온 유일한 남자 이쿠토의 존재를 알게 되고는 '그를 자신의 것으로 만들면 스즈에게 이기는 게 된다'라는 생각과 유일한 남자라는 희소성을 노리고 매번 이쿠토에게 과감한 작업을 걸기를 반복하며, 그 수법으로는 마비약, 다른 라이벌 여자아이들의 제거, 이쿠토 목욕 중에 덮치기 등 수단을 안 가리는 편. 그러나 처음에는 그저 스즈에 대한 승부욕과 관심일 뿐이었으나 점차 진심으로 이쿠토에 대한 사랑이 싹트고 있는 상황이다.
이쿠토를 부르는 호칭은 '이쿠토 님'.
린(りん)
성우 : 시라이시 료코 / 유지원
섬에 있는 기술자 집안의 딸로, 섬 제일의 장사. 남자같은 터프한 성격이며 그에 맞는 보이쉬한 외모를 갖고 있다. 그 때문인지 섬의 여자아이들에게 인기가 매우 많아, 본인은 여자에 관심이 없는데도 달라붙은 아이들이 꽤나 많았던 듯. 그러나 남자인 이쿠토가 섬에 온 이후론 대부분의 여자아이들이 그 이쿠토 쪽으로 신경이 쏠리게 되어 덕분에 린을 귀찮게 하던 여자들도 많이 줄어들었다고 한다.(그러나 아직까지도 이쿠토가 아니라 린을 쫓아다니는 끈질긴 인간도 있다. 그 대표적인 인물이 바로 미코토.)
그렇게 남자같은 여자아이이긴 하지만 그와 동시에 소녀다운 면모도 커, 사실은 아무도 모르게 예쁜 기모노를 모으는 취미를 갖고 있으며 집에 아무도 없을 때에는 혼자 몰래 옷을 입어보고 예쁘게 치장을 해보기도 하는 자신만의 비밀을 숨기고 있다. 또한 타인에게 자기 맨살을 드러내는 것을 싫어해서 목욕할 때 누가 같이 있는 걸 싫어해, 남녀간의 부끄러움이 전혀 없어서 언제나 목욕을 같이 하자고 하는 마을 여자아이들 중에 유일하게 이쿠토가 반기는 성격이기도 하다.
섬 유일의 기술자 집안으로서 집안 대대로 목수, 건축가, 가구 제조, 세공가, 기타 등등의 기술적인 일을 전부 도맡아 하는 가족들과 함께 린 역시 견습 기술자로서 일을 하고 있지만, 결과는 언제나 실패와 꾸중뿐. 물건을 만들면 자신만의 독특한 정신세계로 이상한 형상의 실용성 없는 물건을 만들고, 일을 도우면 언제나 사고치고 실수만을 반복해 결국 꾸중을 듣는 것으로 끝나버린다. 유일하게 잘하는 것은 요리라서 그 특기를 살려 집안 가족들의 식사를 책임지고 있지만, 애초에 집안의 가풍이 '맛은 상관없이 무조건 빨리 먹는' 주의다 보니 다들 맛은 신경 안 쓰고 순식간에 식사를 해치워버려 열심히 만든 식사도 의미가 없다는 불쌍한 처지.
어머니로부터 남자에 대한 이야기를 어릴적부터 들어온 터라 남자에 대한 관심이 상당히 있었으며, 거기에 어머니가 '후계자를 갖고 싶다'라는 부탁을 하여 때마침 섬에 들어온 남자 이쿠토에게 작업을 걸어보기도 하지만, 남자에 대한 부끄러움이 있는 터라 다른 사람들처럼 그리 노골적으로 하지는 못하고 약간씩 접근하는 정도이다.
이쿠토를 부르는 호칭은 초반에는 '남자'라고만 했었고, 후반에 가서야 '이쿠토'라고 부른다.
치카게(ちかげ)
성우 : 이토 시즈카 / 박지윤
마을에서 유일한 서양식 저택에 살고 있는 여자아이. 단발머리에 시력이 나빠서 안경을 쓰고 다닌다. 어른스러운 성격이며 세세한 일을 잘 하는 꼼꼼한 성격이지만, 그와 동시에 남한테 장난치기를 좋아하고 일단 일을 벌이기 시작하면 끝없이 폭주해버리는 버릇이 있다.
머리가 좋은 편으로, 말하자면 두뇌파 타입. 그렇기에 무슨 게임 같은 것을 할 때마다 작전을 세우고 움직이거나 함정을 미리 파두기도 한다. 하지만 오히려 그 잔머리를 굴리려던 것 때문에 자기가 자멸해 버리는 결과도 간혹 있다. 또한 두뇌파인 만큼 반대로 체력은 매우 약한 편.
바다 저편에서 섬으로 우연히 흘러들어온 바깥 세상의 신기한 물건들을 모으는 습관이 있어서, 그녀의 방은 바깥 세상 물건들로 꽉 들어차서 거의 쓰레기장에 가깝다. 하지만 덕분에 바깥 세상에 대한 정보는 섬에서 그나마 가장 많이 알고 있는 편으로(애초부터 바깥 세상 출신인 이쿠토와 메이메이 등은 제외하고), 마을 소녀들이 가끔 그녀에게 바깥에서 쓰이는 옷이나 도구 등을 빌리러 가는 경우도 있다.
다른 소녀들처럼 이쿠토에 대한 노골적인 애정은 그리 보여주지 않지만, 남자라는 새로운 생물에 대한 호기심은 한가득으로 언제나 관찰을 자주 하고 있다. 간혹 보여주는 과하게 폭주하는 것만 빼면 그나마 평범한 성격이기에 이쿠토도 나름 친하게 지내고 있고, 이쿠토와 독서가 동지이기도 하여 그녀의 집으로 자주 책을 빌리러 오기도 하고 책에 대해 대화를 나누는 일도 잦다.
이쿠토가 마을 사람들과 어느 정도 적응한 이후에도 여전히 이쿠토를 부르는 호칭은 '이쿠토 씨'. 동시에 이쿠토 역시도 그녀를 '치카게 씨'라고 부른다.
유키노(ゆきの)
성우 : 하세가와 시즈카 / 윤현정
마을에서 어린 축에 속하는 여자아이. 나이 11세. 녹색 머리에 녹색 계통 옷을 입고 다니며, 특이하게도 언제나 혼자 다니는 일은 거의 없이 친구인 동물들과 함께 다닌다.(대부분의 경우엔 동물의 등 위에 올라타고 다니지만, 가끔 자신보다 더 작은 동물들과 같이 다닐 때엔 걸어다닐 때도 있다) 친구인 동물들은 곰인 곰곰(쿠마쿠마), 펭귄인 펭펭, 그 외에도 오리, 개, 여우, 토끼, 고슴도치 등등.
유키노가 태어났을 때 즈음에는 마을에 같이 놀만한 그녀 또래의 아이들이 없어서, 어릴 때부터 사람들 대신 동물들과 함께 놀고 함께 자라왔기 때문에 동물들이 그녀의 친구이자 가족이나 마찬가지이다. 그래서 다른 사람들에 비해 유키노의 집에는 같이 사는 또래 친구인 동물들이 수도 없이 많은 편이다.
11살이라는 나이로 상당히 어린데도 불구하고 성격은 특이하게도 어른스러운 편으로, 그러나 예상 외의 사태가 벌어지거나 하면 금방 울음을 터뜨리거나 하는 등 실제로는 어린애다운 성격이다. 이러한 성격은 반대로 어린애같은 성격인 그녀의 어머니 때문이라 한다
다른 아이들처럼 유키노 역시 섬의 유일한 남자인 이쿠토를 노리고 있기는 하지만, 아직 어려서 그런지 다른 아이들처럼 진짜로 여자와 남자의 결혼이란 이미지같은 게 아닌, 같이 논다는 정도의 생각밖에 없는 듯하다.
이쿠토를 부르는 호칭은 '이쿠토'.
메이메이(梅梅)
성우 : 나바타메 히토미 / 정혜옥
이쿠토와 마찬가지로 섬 외부에서 흘러들어온 바깥 세상 출신의 여자아이.
이쿠토가 섬에 들어왔을 때의 그 태풍으로 그녀도 같은 날 표류해 왔지만, 마을이 있던 서쪽 지역에 떠내려온 이쿠토와는 달리 그녀는 북쪽 숲 지역으로 표류하여, 거기에서부터 약 한달에 걸쳐 숲을 이리저리 헤매다니다가 마을에 찾아오게 되었다. 하지만 천성적인 부끄러움으로 인해 마을 사람들 앞에 나서지를 못해 숨어다니기만 하면서 배고픔에 별수없이 음식을 훔쳐먹다가, 그 일로 인해 이쿠토들에게 걸려서 그들과 만나게 되고, 결국 새로운 마을 주민으로서 받아들여지게 되었다.
천성적인 극도의 부끄럼쟁이에다 대인공포증 기질도 상당히 있는 편으로, 처음 보는 사람과 마주치게 되면 말은커녕 마주보는 것도 제대로 못하고 숨어버릴 정도로 부끄러움을 많이 타는 체질로, 원래는 가족 전체가 중국 기예단인 집안 출신이었는데 매번 공연을 할 때마다 그 부끄러움으로 인해 제대로 곡예를 하지도 못하는 터라 별수없이 가족들이 혼자 세상을 여행하면서 사람들에 대한 거부감을 좀 줄여보라는 제안을 해서 그녀 혼자 세계 여행을 하게 된 것이라고 한다. 하지만 세상을 돌아다녀도 여전히 부끄러움에 대인공포증은 사라지질 않아, 원래의 의도와는 반대로 오히려 사람들 눈에 띄지 않게 숨어다니거나 다른 물체로 변장해서 다니는 식으로 여행을 계속하였다.
그리고 그 여행 중 우연히 갓파 토노 씨를 만나게 되어, 어쩌다보니 그녀와 친해져서 동족 갓파를 찾아다니는 그녀와 함께 세계를 여행하던 중에 태풍으로 인해 헤어지게 되면서 아이란도로 흘러들어와, 둘 다 심각한 방향치라 섬 안에서 이리저리 헤매다니던 중 결국 마을에서 간신히 상봉하여 현재는 같이 살고 있다.
곡예사였던 만큼 몸놀림은 굉장히 가볍고 날렵하며 움직임이 유연하다. 다만 그 능력을 살려서 타인과 만나는 것을 피해 숨어다니거나 순식간에 인형옷을 입고 변장해 숨는 등 대인공포증을 더더욱 높여주는 일만 하고 있으니 이건 오히려 도움이 안 된다고 볼 수도. 하지만 섬에서 살게 된 이후로 점차 사람들에게 익숙해져서 어느 정도의 기간이 지난 후엔 대놓고 인형옷으로 숨거나 하는 일은 조금 적어지게 되었다.
인형옷은 전부 본인의 수제품으로, 손재주가 좋아서 전부 실감나게 잘 만들기는 하지만 동물 인형옷의 경우엔 오히려 너무 리얼하게 실감나서 공포스러운 수준이라는 것이 문제. 토노 씨의 말에 따르면 '요괴인 내가 이런 말하긴 뭣하지만, 꿈에 나올까 무섭다' 라고. 거기다 본인은 그게 귀엽다고 하는 이상한 심미안을 갖고 있다.
남자는커녕 여자를 만나도 부끄러워서 피해다니는 성격이었으나, 마을에서 만난 남자인 이쿠토에게는 어느새 마음을 터놓게 되었고, 거기에 후에 북쪽 주인과 생긴 사건 때 이쿠토가 그녀를 위해 나서줌으로써 그 이후부터 조금씩 이쿠토에게 특별한 감정을 갖게 되었다. 하지만 역시 부끄러움이 심해서 다른 여성진들처럼 대놓고 작업을 거는 짓은 못하는 듯. 가족과 같이 살던 시절에 언니들이 보던 드라마나 소설 등에서 배운 지식으로 인해, 연애 방면에서는 '지식만' 풍부한 아가씨이다.(거기다 그 언니들이 보던 드라마나 소설 등이 어째 하나같이 묵직하고 찐한 막장 연애 스토리들 뿐이라, 자연히 그녀의 지식도 거의 그런 쪽)
이쿠토를 부르는 호칭은 '이쿠토 씨'.
토노씨(遠野さん)
성우 : 나츠키 리오 / 하은진
말 그대로 일본 전설에 나오는 요괴 갓파이다. 원래 봉인으로 인해 갇혀 있다가 메이메이가 봉인을 풀어준 이후 동족을 찾기 위해 메이메이를 따라 세계 여행을 하다가 배에서 표류되어 아이란도로 표류하게 되었다.
역시 메이메이와 같이 방향치이며, 엄청난 오이광(?)이라 전에는 마을의 오이밭을 쑥대밭으로 만들어 놓기도 했다. 일반적으로 남자라고 생각할 수 있겠지만, 만화에서 인간화되었을 때 여자로 출연해 파문(?)이 일었던 적도 있다.
현재는 메이메이와 물레방앗간에서 살고 있으며, 이쿠토가 자신을 거북이라 부르는 것과 다른 이가 메이메이를 건드릴 때 가장 짜증을 내 공격적으로 변한다. 메이메이와 함께 살고 있지만 가끔 그녀가 수제로 제작한 인형 옷을 보면 놀라면서 두려워 할 때도 있다. '요괴인 내가 이런 말하긴 뭣하지만, 꿈에 나올까 무섭다' 라고.
이쿠토를 부르는 호칭은 '이쿠토'.
쿠나이(くない)
닌자 세 자매 중 장녀이며, 아이란도 마을 학교의 선생님. 어른스러운 외모의 여성으로, 사실은 마치와 동갑이다. 닌자 집안의 딸이지만 닌자의 길을 버리고 학문의 길을 선택하여, 마을의 학교에서 학생인 아이들과 동물들을 가르치는 일을 맡고 있다. 하지만 닌자 기술은 여전히 건재하여, 학교 체육 수업을 할 때 분신술을 사용하는 어이없는 수업 방식을 자주 보이기도. 마치와 싸워서 무승부를 기록한 인물이기도 하다.
남자라곤 이쿠토밖에 없는 섬인데도 이쿠토가 아닌, 마음에 두고 있는 남성도 따로 있는 쿠나이지만, 그 대상인 남성은 바로 린의 기술자 선배인 토게타(펭귄)라는 특이한 취향을 갖고 있다. 인간과 펭귄이란 종족간의 장벽도 무시하고 언제나 토게타에게 구애를 하고 있는 대담한 아가씨.(물론 토게타 본인은 극구 거부하고 있다)
애니에선 등장하지 않는다.
이쿠토를 부르는 호칭은 '이쿠토 씨'.
시노부(しのぶ)
성우 : 키모토 오리에 / 조현정
닌자 세 자매 중 차녀. 현재 무사의 길을 지망하고 있는 초보 무사.
언제나 진지하고 착실한 성격이지만, 동시에 상황 파악을 못하고 그냥 단순하게 행동해 버리는 면도 있다. 한 마디로 말해서 생각이 없는 성격이라고 볼 수도. 닌자인데도 불구하고 심하게 덤벙거린다는 큰 문제점이 있다.
기본적으로 영향을 쉽게 받는 타입이라, 어릴 때부터 무슨 책을 읽으면 책의 영향을 받고는 그 책에 나온 직업을 갖겠다고 선언을 해버리는 버릇이 있어서(예를 들어, 과거 한때엔 탐정소설을 읽고서 탐정이 되겠다고 한 적도 있음), 무사 수행을 하게 된 것도 무사 소설을 읽고서 그렇게 된 거라고 한다. 그리고 그 영향으로 인해 그녀의 어조 역시 옛날 무사들이나 쓸 법한 고어체 어투로 바뀌었으나, 가끔 무심코 내뱉는 말의 경우엔 원래의 보통 말투로 돌아오는 경우도 있다.
천성적으로 극도의 방향치로, 설사 목표 지점이 얼마 안 되는 가까운 위치라 해도 혼자 다니기만 하면 순식간에 길을 잃어버려 헤매게 되는 인물로, 집에서 무사 수행을 나가면서도 원래는 당일치기 예정이었던 게 길을 잃어버려서는 3개월 일정으로 바뀌어버린 전적도 있다. 다행히 그녀의 아기 소 친구인 스테이크는 방향치가 아니라서 언제나 옆에 붙어다님으로써 대신 길을 찾아주고 있지만, 스테이크도 한 번도 다녀본 적이 없는 길이거나 혹은 실수로 혼자 나온 경우엔 영락없이 길을 잃어버리는 결말이 되어버린다. 극도의 방향치와 생각없이 일을 벌이다 사고를 치는 그 행동 방식으로 인해 메이메이와 같이 다니면 방향치 콤비, 린과 같이 다니면 사고뭉치 콤비로 매번 사건을 일으키기도 한다.
무사 수행을 위해 마을을 떠나 돌아다니던 중 남쪽 주인에게서 섬의 유일한 검객(?) 이쿠토에 대한 소식을 듣고 승부를 위해 찾아와서 싫다는 이쿠토를 끝까지 물고 늘어져 결국 승부를 벌이게 되어, 나름 치열한 승부 끝에 결국 이쿠토의 승리로 끝나게 되자 이번엔 이쿠토를 스승으로 모시고 검술을 가르쳐 달라고 하여, 결국 제자로서 매일 아침마다 대련을 하게 되었다.
이쿠토를 부르는 호칭은 '스승'.
미코토(みこと)
성우 : 와타나베 아케노
닌자 세 자매 중 막내. 현재는 린의 집에 살면서 기술 일을 배우고 있는 초보 기술자.
성격은 기술자 일을 해서 그런 건지 상당히 남자같은 성격으로, 여자애인데도 머릿속이 아저씨같은 생각으로 꽉 차 있어서 주변 사람들에 대한 색욕이 넘치는 인물. 거기다 여자인데도 불구하고 남자가 아니라 같은 여자인 린을 좋아하고 있는 중이다. 덕분에 린은 언제나 미코토에 의한 훔쳐보기와 덮치기의 위협 속에서 살고 있다.
그런 면에 비해 오히려 남자인 이쿠토는 별로 좋아하지는 않는 편으로, 평상시엔 별로 적의같은 건 없이 그냥저냥 상대하지만 린이 같이 있으면 이쿠토가 린을 노리고 있다는 말도 안 되는 망상으로 폭주하며 이쿠토를 적대시한다.
닌자 세 자매 중 첫째인 쿠나이는 인술이 가장 뛰어나고, 둘째인 시노부는 몸놀림이 가장 날쌘 데 비해, 막내인 미코토는 손재주가 가장 좋다고 하며, 그 손재주를 살려서 기술자 일에 뛰어들었다. 원래는 자신이 반한 린과 같이 살겠다는 목적으로 들어왔으며 그것은 지금도 변함이 없지만, 기술자 실력은 현재 오히려 린보다도 일취월장.
이쿠토를 부르는 호칭은 '이쿠토'.
코토(こと)(*애니에선, '힐멈[オババ]'으로 나옴.)
성우 : 쿠지라/하은진
1854년생, 아이란도의 유일한 의사로, 18세 때, 메이지 신 정부의 명령으로 유럽의 의학, 의식주, 과학 기술을 배우러 유럽에 갔으나, 배가 아이란도 앞에서 난파되는 바람에 눌러 앉았다. 나이는 이미 예저녁에 100살은 가볍게 넘겨 말 그대로 기네스북 신기록을 가볍게 눌러주신 수준으로, 섬의 살아있는 역사 그 자체. 심지어 북쪽 주인과 남쪽 주인 둘이 아직 요괴가 아니라 어린 꼬마 동물이던 어린 시절에서부터도 섬에 살고 있던 엄청난 연장자이다.
미치루가 직계 자손이며 의술의 후계자이나 방에만 있는 바람에 속을 썩이고 있다. 이쿠토가 흘러 내려온 이후 제1, 2차에 걸쳐 신랑 쟁탈 대회와 신랑 술래잡기들을 개최했으나 효력을 보지 못한다.
이쿠토를 부르는 호칭은 "신랑".
미치루(みちる)
16살이며 코토의 손녀이며, 어머니 '츠라라'는 설녀로 반요괴이다. 식신 눈사람 '코유키'를 데리고 다닌다. 이쿠토의 실종을 계기로 식신을 얻기 전에는 견습의사였으나 설녀인 터라 더위에 약해 금방 뻗어버리는 바람에 방에만 박혀 있어 존재감이 약하다. 사실 방 안에만 박혀있는 것은 몸이 약하다기보다는 성격상 움직이는 것을 싫어하는 것이 가장 큰 이유. 여자아이들처럼 이쿠토를 노리나 어찌된 터인지 마을을 돌아다녀도 거의 만나질 못하고 가끔씩 사건의 희생양이 되곤 한다.
이쿠토를 부르는 호칭은 "이쿠토 군".
사쿠야(さくや)
성우 마츠오카 유키
온천겸 여관 월견정의 여주인을 맡고 있으며 130년전에 아이란도호에 화물로 숨어 섬으로 흘러들어온 로봇이다.
집에 온 손님이 일을 도와주면 적으로 인식하며 등장하는 화는 19화 20화다.
돈가츠(とんかつ)
성우 : 와타나베 아케노/김지영
스즈와 같이 살고 있는 아기돼지. 미리가 좋은 듯 보이며, '뿌'라는 울음소리 밖에 낼 줄 모른다. 이쿠토를 자주 도와주는 편이며 이쿠토나 스즈와 같이 다닐 때가 많다.
좋아하는 음식은 냉두부로, 항상 식사로 먹고 있다고 한다.
파나코(ぱなこ)
성우 : 이이즈카 마유미/정혜옥
치카게의 집에서 메이드로 일하고 있는 분홍 코끼리. '섬 내 제일의 미소녀'라는 평가와 함께 성격도 좋을 뿐더러 요리도 잘 하지만, 코끼리이기 때문에 이쿠토에겐 그다지 감흥이 없다.
하지만 워낙 덜렁대는 성격에 바위를 들어 던질 정도로 힘이 세서 말려드는 사람은 엄청난 피해를 각오해야 하며, 가끔 치카게에게 화를 낼 때엔 정말 인정사정없어 치카게가 가장 무서워하는 상대이기도 하다.
치카케가 부린 마법으로 인해, 그녀의 인간형 모습이 나타나기도 했는데 실제 '섬 내 제일의 미소녀'라는 평가 그대로 명불허전이다.
곰곰이(くまくま)
성우 : 미야자키 유코
유키노와 제일 친한 동물 친구로, 정체는 곰. 큰 덩치와 달리, 여린 면을 가진 어린 암컷이다. 대부분을 유키노를 함께 다니곤 한다.
치카케가 부린 마법으로 인해, 잠시 소녀의 모습으로 변한 적이 있다.
몬지로(もんじろ)
성우 : 와타나베 아케노
아야네가 타고 다니는 타조.
올빼올빼(フクフク)
성우 : 오오타 테츠하루
유키노와 같이 사는 동물 친구로, 정체는 올빼미.
멍멍이(いぬいぬ)
성우 : 시라이시 료코
유키노와 같이 사는 동물 친구로, 정체는 강아지.
도치도치(はりはり)
성우 : 타카하시 미카코
유키노와 같이 사는 동물 친구로, 정체는 고슴도치.
펭펭(ぺんぺん)
성우 : 이토 시즈카
유키노와 같이 사는 동물 친구로, 정체는 펭귄. 이쿠토, 치카케와 함께 추리물광이다.
우사우사(うさうさ)
성우 : 이이즈카 마유미
유키노와 같이 사는 동물 친구로, 정체는 토끼.
여우여우(きつきつ)
성우 : 미야케 카야
유키노의 동물 친구로, 정체는 여우.
리츠(りつ)
성우 : 히로나카 쿠미코
린의 할머니로, 목수 무리들의 우두머리인 '도편수'이다.
리사(りさ)
성우 : 미츠이시 코토노
린의 엄마로, 린과 매우 닮아 있으며 어찌 보면 터프한 누님같다고 함.
카가미(かがみ)
성우 - 카나이 미카
유키노의 어머니. 어른이지만 엄청난 동안에 늘상 어린애같지만 언행을 보인다. 하지만 열받으면 성격이 거칠어진다고 함.
수리수리(たかたか)
성우 : 스즈키 타쿠마
카가미의 동물 친구로, 정체는 매(매인지 독수리인지는 헷갈림). 스즈네 옆집에 사는 수탉 '키라아게'랑은 친구 사이이자 서쪽숲의 No.2. 자칭 독신주의자.
켄터키
카라아게의 부인.

### 섬의 주인들
아이란도에 인간들이 살기 이전부터 섬의 동물들을 다스리며 살아온 수장들. 섬을 4등분하여 북쪽 숲, 남쪽 숲, 서쪽 숲, 동쪽 숲의 네 영역에 각각 한 명씩의 주인이 있어 자신의 영역 내의 분란 등을 막아주는 등의 일을 맡고 있다. 이 주인 역할은 대대로 선대 주인이 은퇴를 할 때마다 새로운 실력자가 다음 주인 자리를 이어받게 되어 있으며(요괴가 주인이 되는 경우엔 그 임기가 엄청나게 길어지기도 하지만), 경우에 따라선 섬에서 생기는 문제들을 해결하거나 혹은 거친 동물들을 내리눌러야 하는 만큼 그에 충분한 실력자들만이 섬의 주인으로 뽑힌다.
현재의 각 주인은 동쪽 주인 - 판타로, 서쪽 주인 - 카라아게, 남쪽 주인 - 시마토라, 북쪽 주인 - 타이가의 4명이며, 또한 이러한 4명의 숲의 주인들 말고도 번외적으로 섬 전체의 주인인 해룡, 그리고 바다의 주인 사시미가 있다.
카라아게(きらあげ)
성우 : 오오타 테츠하루 / 전태열
스즈의 집 옆에 작게 세워진 집에서 가족과 살고 있는 수탉, 그리고 동시에 서쪽 숲과 그 일대 지역을 다스리는 주인이다. 통칭 '열화의 백인(白刃)'이라고 불리기도 한다.(머리의 볏이 붉어서 '열화'에다, 몸 색깔은 하얗고 싸울 때는 칼날처럼 날카로운 공격을 하기에 하얀 칼날이라 해서 '백인'. 또한 어렸을 때의 별명은 '황금의 마탄(魔彈)'으로, 이 별명이 붙은 이유는 당시엔 아직 노란 병아리였기 때문.) 인간들이 사는 마을은 대부분 섬 서쪽에 몰려 있기에 주인들 중에서 인간들과 가장 가깝게 지내는 편이기도 하다.
어렸을 때엔 스즈의 어머니였던 스즈란에게 키워졌으며, 그 때문에 스즈란이 없는 지금은 자신이 삼촌인 것처럼 스즈를 보살펴주고 있다.
몸집은 상당히 작은 편이며 외모만으로 본다면 그냥 평범한 닭이나, 그 외모와 안 어울리게 '섬 최강의 주인'이라는 명성이 퍼져 있다. 자신 외의 동남북의 각 주인들을 쓰러뜨린 최강의 주인이라고 하며, 실제로 그 명성에 어울리게 뛰어난 전투 능력을 보유한 실력자.
어릴 적 아직 그가 달걀이었을 시절부터 스즈란의 손에 의해 보살펴지다가 병아리로 부화해, 그 이후로도 스즈란이 동생처럼 키워왔다. 하지만 어이없게도 몇 년씩이나 키우면서도 스즈란은 카라아게가 닭이라는 사실을 모르고 있었던 탓에 해가 지나도 하늘을 날 줄을 모르는 그를 도와주기 위해 (거의 목숨을 건)맹훈련을 시켜가며 하늘을 나는 연습을 한다. 이 당시의 가혹한 훈련이 카라아게의 강한 실력의 근본이라 할 수 있다.(결코 본의는 아니었지만)
그러다 결국 1년이 넘게 훈련이 이어지던 중에 그가 닭이라는 걸 알게 되고, 자신이 날지 못하는 닭이라는 소릴 들은 카라아게는 마음에 상처를 입고 비뚤어져 버린다. 그 후 그 사건으로 인해 완전히 자포자기에다 난폭해진 성격으로 섬 안에서 이리저리 싸움을 걸고 다니나, 이제껏 했던 무지막지한 훈련 덕에 어느새 자신도 예상 못할 정도로 강해져버린 그는 섬 안의 이름난 강자들을 차례로 해치워, 아직 병아리임에도 불구하고 '황금의 마탄'이란 별명과 함께 강한 실력자라는 명성을 얻었다.
그리고 섬 안에서 자신처럼 젊은 혈기에 반항심이 싹튼 두 명의 친구, 수리수리(매. 통칭 '질풍의 검은 날개')와 스메라기(황제펭귄. 통칭 '칠흑의 황제')의 두 명과 함께 불량배 조직을 결성하고는 마을 안에서 온갖 나쁜 짓(농작물을 망친다거나 하는 등의, 바깥 세상에선 평범하게 새들이 하는 일이지만)을 하고 돌아다닌다. 하지만 그러던 어느 날 카라아게에게 마음의 상처를 준 원인인 스즈란이 찾아와 사과하고 개심하라고 설득을 하려 하나, 도중에 카라아게의 무심결에 한 실언으로 인해 폭발해버린 스즈란에 의해 세 명 전원 떡이 되도록 두들겨맞고 스즈란에 대한 공포를 마음에 뿌리박힘과 함께 불량 생활은 일주일만에 끝나버렸다.
하지만 스즈란에 의해 불량배 짓을 그만둔 뒤에도 싸움질을 하는 버릇은 고쳐지질 않아 여전히 실력자들을 찾아다니면서 싸움을 걸고 다녔고, 그 결과 당시의 숲의 주인들에게까지 덤비기도 한다. 역시 주인들은 실력들이 보통이 아니었기에 몇 번이나 패배를 당했으며, 카라아게는 어떻게든 그들에게 이기기 위해 자기 몸에 맞는 자신만의 무술을 창안하기에 이르렀고, 결국 마지막엔 당시의 서쪽 주인에게 그 실력을 인정받음으로써 현재 서쪽 주인으로 임명되었다고 한다.
이 당시에 북쪽 주인 타이가와 남쪽 주인 시마토라에게도 몇 번이나 싸웠으나 역시 실력의 격이 달랐기에 매번 패배를 맛봤다고 하며, 그 후 대체 언제쯤에, 어떤 식으로 그 둘에게 승리를 거두었는지는 아직 불명.
그 이후로 섬의 서쪽을 담당하는 주인으로서 점점 제대로 일하게 되고, 거기에 아내와 두 자식들까지 얻게 되면서 현재는 불량배 짓은 완전히 접고 한 집안의 가장이자 인자한 아버지로서, 그리고 섬 최강의 주인으로서 할 일을 똑바르게 하고 있는 중. 굳이 표현하자면 젊은 시절엔 한창 난폭한 생활을 하다가 어느 날 개심하고는 과거에서 손 씻고 새 살림을 차린 조폭 같은 느낌의 인물이라 할 수 있다.
타이가(大牙)
성우 : 사사키 노조무 / 전태열
북쪽 숲과 그 일대 지역을 다스리는 주인으로, 덩치가 상당히 큰 요괴 호랑이. 꼬리가 둘로 갈라져 있으며 두 발로 걸어다니고 인간의 말을 할 줄 안다.(다른 동물들의 경우에도 인간들과 대화가 되긴 하지만 그건 어디까지나 서로 의사가 통하는 것 뿐, 실제로 인간들 언어의 사용이 가능한 것은 주인들 중에서도 요괴인 타이가와 시마토라, 그리고 그 외 몇몇 요괴들 정도다)
요괴의 증표인 두 갈래의 꼬리와, 얼굴 한가운데에 대각선으로 가로지르는 커다란 흉터가 있는 게 특징이다. 얼굴에 난 흉터는, 카라아게의 과거 회상에서 나온 바로는 카라아게와의 전투 중에 입은 흉터인 듯.
섬 전체적으로 봐도 상당히 거친 녀석들만이 있는 북쪽 지역이며, 그 속에서도 최강을 자처하며 북쪽 전체를 다스리고 있는 인물이기에 당연히 타이가 역시도 매우 강하면서 동시에 상당히 난폭하다. 섬 안의 주민들도 남쪽이나 서쪽 주인들과는 달리 그에겐 쉽게 접하기 어려워할 정도. 하지만 그와 동시에 꽤나 고지식한 편이며, 의외로 자상한 면도 있는 데다가 상당히 부끄럼을 타는 성격이기도 하다.
단편적으로 나왔던 과거 장면으로 보자면 남쪽 주인 시마토라와는 어릴 때부터 알고 지내던 사이인 듯하다. 또한 타이가는 의외로 어릴 때는 울보였던 듯, 어릴 때의 모습을 보면 우는 장면밖에 없다.
메이메이가 섬에 막 왔을 무렵, 길을 잃고 우연히 북쪽 지역에 들어와버린 메이메이와 어쩌다 접촉하여, 예상치 못한 사고로 인해 메이메이의 일격을 직격으로 얻어맞아버린 타이가가 그걸 자신이 패배한 거라고 인정, 스스로 북쪽 주인 자리에서 물러나고 메이메이에게 주인 자리를 물려주려 한다. 하지만 그녀가 그걸 바라지 않아 하고 거기에 그녀를 건 승부에서 이쿠토가 자신을 이기자 순순히 메이메이를 포기하고는 공석이 된 주인 자리를 놓고 북쪽의 모든 실력자들과 재승부를 벌여, 결국 백 명의 실력자들을 전부 물리치고 다시 주인으로 돌아간다.
격투기의 달인인 듯 하며 그 실력은 주인이란 이름에 걸맞게 매우 뛰어나다. 맨주먹으로 바위를 깨부수는 파워에다 적의 공격을 받아내고 뒤이어 날리는 카운터 기술까지 겸비하고 있어, 이쿠토도 상대하는데 매우 애를 먹었을 정도.(실제로 초전에서는 카라아게의 조언이 없었다면 이쿠토가 이기긴 불가능이었다)
시마토라(しまとら)
성우 : 이이즈카 마유미 / 하은진
요괴 고양이. 요괴라고는 하나 외모나 몸 크기는 일반 고양이와는 별다를 바가 없다. 단지 꼬리가 둘로 갈라진 것과 인간의 말을 할 줄 안다는 것으로 요괴라는 걸 알아볼 정도. 섬의 남쪽 숲과 그 일대를 다스리는 주인.
긴 세월을 살아온 요괴 고양이임에도 불구하고 마음은 어린애처럼 순수하달까, 늘상 즐거운 기분으로 살아가고 있는 듯하다. 하지만 일단 진짜로 진지하게 나서면 평소 모습은 온데간데 없이 전신에서 요기가 피어오르는 매서운 모습으로 돌변하기도. 요괴이기에 당연 요기의 사용 뿐만이 아니라 변신 등의 술법도 사용할 줄 아나, 다만 그 변신술의 유일한 단점은 입에서부터 시작해 자신의 겉 가죽을 까뒤집어 가면서 변신이 이루어지기에 본인은 턱이 아프고 그걸 보는 사람 측에선 기겁하기 딱 좋은 방식이라는 것. 그 탓인지 아니면 그냥 취미인지는 몰라도 평소에는 변신술은 별로 안 쓰고 대신 동물 인형 옷 등의 소도구를 사용해 변장하는 방식을 즐겨 쓴다.
섬의 주민인 스즈와는 어릴 적부터 아는 사이로, 스즈가 어렸을 때 그녀의 재능과 고양이틱한 성격을 보고는 자신의 제자로 들여 싸우는 법이나 그 외 기타 등등을 가르쳐 주었다. 그래서 지금까지도 스즈는 시마토라를 스승님이라고 부르며 가족처럼 잘 따르는 상태.
덩치는 보통 고양이 정도로 작으나 그 사실이 무색할 정도로 실력은 매우 뛰어난 편. 북쪽 주인인 타이가와도 과거의 싸움에서 무승부로 끝났을 정도. 아무래도 덩치 문제상 완력은 모자란 듯하나 대신 몸놀림이 매우 날쌔, 아직 주인 자리에 오르지 못했던 당시의 카라아게와의 전투에서는 결국 카라아게가 장난치듯 이리저리 피해다니던 시마토라의 털끝 하나 스치지도 못하고 먼저 지쳐서 뻗어버리는 결말이었다.
동쪽과 북쪽의 주인들에 비하면 카라아게처럼 인간들과 제법 친하게 지내는 편. 평소 행실을 보면 전혀 그렇게는 안 보이나, 예상 외로 이미 결혼한 유부남. 그의 아내인 미샤 역시 요괴 고양이라 한다.
판타로
성우 : 오오타 테츠하루 / 정재헌
거대한 덩치를 가진 팬더곰. 덩치와 완력만으로 따지면 네 명의 주인들 중에서 최고인 섬 제일의 장사다. 외모는 둥글둥글한 게 상당히 귀엽게 생겼지만, 그 외모가 무색하게 꽤나 난폭하고 단순무식에 제멋대로인 성격을 갖고 있다. 섬의 동쪽 숲과 그 일대를 다스리는 주인.
북쪽 지대와 함께 위험 구역으로 알려진 동쪽 숲에서 지내며, 아내와 자식들을 두고 있다.(물론 전원 다 팬더)
동쪽 숲의 주인 자리는 섬에 전해지는 신기한 영석(靈石)을 통해 정해지는데, 이 돌은 섬 전체에서 가장 힘이 센 자가 아니면 절대 들어올릴 수 없다고 한다. 동쪽 숲에선 대대로 이걸 들어올리는 자를 주인으로 뽑는다고 하며, 즉 현재 동쪽 주인인 판타로는 힘으로만 치면 섬 전체에서 가장 강하다는 것이다. 물론 이건 어디까지나 힘으로만 따질 때의 이야기일 뿐, 사실상 판타로는 아마도 네 명의 주인들 중에서 제일 약한 듯. 섬 최강이라 불리는 카라아게는 물론이고, 진심을 드러낸 시마토라에게도 위압된 적이 있고 타이가의 펀치 한 방에 나가떨어진 적도 있다. 이걸 보면 역시 단순히 힘만 세다고 해서 강한 것은 아닌 듯.
단순무식한 성격에 먹는 것을 매우 밝히는 편이며, 장난기가 많고 제멋대로인 괴팍한 성격. 별 생각없이 앞에 있는 녀석에게 싸움을 거는 등 대개는 난폭한 면모를 보이지만, 경우에 따라선 사례조인 음식에 넘어가서 인간들의 부탁을 들어주는 경우도 있는 등 완전히 난폭하기만 한 건 아니다. 또한 멀쩡하게 아내와 자식이 있음에도 불구하고 꽤나 바람기가 있기에, 미인인 인간 여성을 보면 슬쩍 다가가 수작을 부리기도. 실제로 메이메이나 미코토 등이 당했던 적이 있다.
사시미(さしみ)
성우 : 요시카와 유카코
섬을 둘러싼 바다를 지키는 주인으로, 정체는 사람 2명 정도를 머리 위에 얹을 수 있을 정도로 커다란 돌고래이다. 사람들이 사고로 섬을 둘러싼 커다란 소용돌이에 휘말리지 않도록 지키고 있으며 친절하고 책임감 강한성격.
치카케가 주웠던 마법서로 인하여 섬의 동물들이 인간화되었을 때 여성의 모습을 하고있었다.
해룡신
섬의 진정한 주인으로 진정한 모습이 나오지는 않았다. 자상한 성격을 지녔다고 하며, 평소에는 잠만 자고있으며 뒤척이면 지진이 온다고도 한다.
가끔씩 밖에 나가는 일도 있다고 한다.

### 그 외 인물들
미샤
남쪽주인 시마토라의 아내로 시마토라와 마찬가지로 요괴고양이이다.
젊은시절에는 날씬했지만, 어느시점에서 식도락가가 되어버리면서 맛있는 것만보면 사족을 못 쓰고 끝도없이 먹어대면서 뚱뚱해져버렸다. 그 수준은 섬의 식재료 중 일부를 멸종시켰을 정도. 그런 자신의 모습이 부끄러워서 시마토라앞에서는 항상 인간의 모습으로 변신하고 있지만 시마토라도 그걸 숨기려고 그런다는 점은 대충 알고있다. (어디까지나 '대충'으로 지금만큼 뚱뚱해졌을 거라고는 상상도 못 하고 있다.)
그러한 점을 스스로 자각하고 있지만 도무지 스스로 브레이크가 걸리지 않는다는 점에 종종 괴로워....하다 가도 맛있는 것을 발견하면 또 먹어댄다.
소라()
파랑새로, 서쪽숲을 비롯한 이곳저곳에 나타나는 새로 평소에는 뚱보새의 모습으로 돌아다닌다.
변신을하면 몸에서 푸른 빛을 뿜으며 매우 날렵하게 날아다니는 커다란 새의 모습으로 변할 수 있지만 그런 모습을 부끄러:워하기 때문에 일반인들 앞에서는 본모습을 드러내지 않는다.
메이메이와는 비슷한 성격탓에 친하게 지내는듯.
참고로 여자아이다.
스키야끼
별명은 '외뿔 스키야끼'.
스테이크의 오빠로 북쪽의 3대세력중 하나의 보스. 북쪽에서도 타이가말고는 이긴자가 없다고 여겨질정도의 강자이다. '외뿔'이라는 이름에 걸맞게 한쪽뿔이 부러져있고 온몸에 흉터투성이에 일반적인 인간의 2배에달하는 거구에 근육질로 보는이가 저절로 위압감이 들 정도.
그러나 실상은 싸움을 싫어하는 온순한 성격에 여동생인 스테이크를 귀여워하는 좋은 오빠. 거구와 근육질은 천성적인 것이고, 뿔은 넘어져서 부러진것일 뿐. 승부본능(?)이 농후한 북쪽태생들이 그런 외모에 결투를 걸어왔고, 너무도 튼튼한 몸탓에 상대측이 공격이 도저히 통하지 않아 스스로 항복하고 부하가되면서 3대강자로 등극해버린 것이다. 본인은 그 점이 너무 난감한듯.
여동생인 스테이크를 시노부에게 맡긴것도 자신때문에 위험해질까봐 걱정하는 마음에서이다.
똑같은 '오빠'라는 점에서 이쿠토와 마음이 잘 맞는듯.
야시로
마치, 아야네의 증조할머니.
섬 제일의 영력을가진 상급의 대무녀로 마을이아닌 섬외부에 있는 용신도에서 해룡을 모시는 수호자로서 살고 있다.
일족 제일의 식신사로 12지신이라고 불리는 12마리의 식신을 다룬다.
백발이라는 것만 빼면 키부터 외모까지 지금의 마치랑 똑같아서 사람들이 착각했을정도이며, 식신을 아끼는 마음또한 마치랑 판박이이다.
토호인 미사키(東方院 美咲)
성우 : 시미즈 리사
이쿠토의 동생(?). 바깥 세상에 있는 인물로, 가끔 이쿠토의 회상이나 꿈에서나 등장.
평범한 소녀인 듯하나, 오빠인 이쿠토를 진심으로 좋아하고 있는 듯한 모습으로 봐서는 정말로 친동생인지 어떤지 의문. 또한 한여름에는 에어컨을 엄청나게 세게 틀고, 한겨울엔 반팔 차림인 채로 빙수를 먹는 등, 마치 아이란도에서 본 설녀같은 반응을 보이기도 함. 실제로 설녀 츠라라 씨가 그녀에 대한 이야기를 듣고 뭔가 반응을 보이기도.
애니에선 마지막에 잠깐 출연했으며, 애니에선 오리지널 스토리에서는 이쿠토가 보낸 병편지를 받고 바다로 나왔다가 조난 당해 남자들만 있는 섬에 표류되었다고 한다. (원작과는 무관하다.)
원작에서는 혼혈인 반요괴로 나왔으며, 이쿠토의 오컬트 절대부정은 이러한 미사키의 특성을 의심하지 않도록 그들의 할아버지가 지인인 술법사에게 암시를 부탁한 것이 원인이다.

## 미디어믹스

### 단행본
코믹본편은 스퀘어 에닉스에서 강강코믹스로 발행되고 있다. 대한민국에서는 「삼양출판사」에서 발행하고 있으며, 홍콩과 타이완에서는 「藍蘭島漂流記」라는 타이틀로 발행되고 있다.

### 단행본편
1. 1권(2003년 1월22일 초판발매·2003년 2월22일 초판발행)
2. 2권(2003년 7월22일 초판발매·2003년 8월22일 초판발행)
3. 3권(2004년 2월22일 초판발매·2004년 3월22일 초판발행)
4. 4권(2004년 7월22일 초판발매·2004년 8월22일 초판발행)
5. 5권(2005년 1월22일 초판발매·2005년 2월22일 초판발행)
6. 6권(2005년 7월22일 초판발매·2005년 8월22일 초판발행)
7. 7권(2006년 1월21일 초판발매·2006년 2월22일 초판발행)
8. 8권(2006년 5월22일 초판발매·2006년 6월22일 초판발행)
9. 9권(2006년 10월21일 초판발매·2006년 11월22일 초판발행)
10. 10권(2007년 3월21일 초판발매·2007년 4월22일 초판발행)
11. 11권(2007년 8월22일 초판발매·2007년 9월22일 초판발행)
12. 12권(2008년 3월22일 초판발매·2008년 4월22일 초판발행)
13. 13권(2008년 7월22일 초판발매)
14. 14권(2008년 12월22일 초판발매)
15. 15권(2009년 5월22일 초판발매)

### 팬북
1. 포스트카드북 소녀왕국표류기(2003년 7월22일 초판발매·2003년 8월12일 초판발행)
2. 소녀왕국표류기 퍼펙트가이드북(2005년 3월31일 초판발매·2005년 4월21일 초판발행)
3. 소녀왕국표류기 걸스가이드(2007년 4월27일 초판발매·2007년 5월18일 초판발행)

### 소설
1. 소설 소녀왕국표류기 고백받아서(2004년 11월30일 초판발매·2004년 12월21일 초판발행) 무카이 쇼고(霧海正悟)저
2. 소설 소녀왕국표류기2 사랑해서(2007년 3월22일 초판발매·2007년4월12일 초판발행)
3. 소설 소녀왕국표류기3 시간을 넘어서(2008년 4월30일 초판발매·2008년 5월21일 초판발행)

### 일러스트집
1. 후지시로 타케시 일러스트집 아이란도두루마리(2007년 8월22일 초판발매·2007년 9월12일 초판발행)

### 드라마CD
1. 스퀘어 애닉스판
2. 킹레코드판

### 애니메이션
2007년 4월부터 TV 도쿄 네트워크계의 6개국 심야방송 시간대에 모두 26화가 방송되었다.